# Australaphodius accola
Australaphodius accola är en skalbaggsart som beskrevs av Hermann Julius Kolbe 1908. Australaphodius accola ingår i släktet Australaphodius och familjen Aphodiidae. Inga underarter finns listade.